# Şamaxı-Observatoriet
Şamaxı-Observatoriet (aserbajdsjansk: Şamaxı Astrofizika Rəsədxanası) er et astronomisk observatorium i Aserbajdsjan. Det ligger i Store Kaukasus, nær byen Şamaxı. Observatoriet blev oprettet i 1960 og ligger i en højde af 1.435 meter over havet og har omtrent 150-200 skyfrie nætter om året.

## Eksterne links
- Wikimedia Commons har flere filer relateret til Şamaxı-Observatoriet
- Officiel hjemmeside (aserbajdsjansk) (engelsk)

40°46′55″N 48°35′48″Ø / 40.78194°N 48.59667°Ø
| Astronomi | Spire Denne artikel om astronomi er en spire som bør udbygges. Du er velkommen til at hjælpe Wikipedia ved at udvide den. |